# Флорес, Игор
Игор Флорес Галарса (исп. Igor Flores Galarza; род. 5 декабря 1973, Урдиайн) — испанский шоссейный велогонщик, выступавший на профессиональном уровне в период 1996—2002 годов. Участник супермногодневок «Тур де Франс» и «Вуэльта Испании» в составе баскской команды Euskaltel-Euskadi. Обладатель награды «Лантерн руж», вручаемой гонщику, занявшему последнее место на «Тур де Франс». Старший брат профессионального гонщика Икера Флореса.

## Биография
Игор Флорес родился 5 декабря 1973 года в городке Урдиайн автономного сообщества Наварра, Испания.
Впервые заявил о себе в 1995 году, выиграв гонки «Вуэльта Гойерри» и «Пруэба Алсасуа», финишировал третьим на «Сантикуц Класика».
Дебютировал на профессиональном уровне в 1996 году, присоединившись к крупной баскской команде Euskaltel-Euskadi, в которой оставался на протяжении всей своей дальнейшей спортивной карьеры.
В 1997 году отметился победой на восьмом этапе «Вуэльты Мексики», был близок к победе на отдельных этапах «Вуэльты Астурии» и «Вуэльты Вальес Минерос».
В 1998 году финишировал вторым на пятом этапе молодёжной многодневной гонки «Тур де л’Авенир» во Франции.
В 1999 году занял третье место в однодневной гонке первой категории Clásica a los Puertos de Guadarrama, впервые принял участие в супермногодневке «Вуэльта Испании», где оказался в генеральной классификации на 75 месте.
В 2000 году среди прочего был четвёртым на «Классика Примавера» и третьим на «Париж — Камамбер».
Вновь полностью проехал «Вуэльту Испании» в 2001 году, оказавшись на сей раз на 65 позиции. Одержал победу на четвёртом этапе «Вуэльты Риохи», принял участие в классической однодневке «Париж — Тур», закрыв тридцатку сильнейших итогового протокола.
В 2002 году выиграл гонку «Трофео Манакор» многодневки «Вуэльта Майорки», занял 22 место в зачёте монументальной классики «Милан — Сан-Ремо». В первый и единственный раз выступил на «Тур де Франс» — расположился в генеральной классификации на последней 153 строке и тем самым заслужил награду «Лантерн руж». Вскоре по окончании этого сезона покинул команду в связи с окончанием контракта и, не сумев найти другую команду, принял решение завершить карьеру профессионального спортсмена.
Его младший брат Икер Флорес тоже выступал на профессиональном уровне за Euskaltel-Euskadi и тоже становился обладателем приза «Лантерн руж».